# Острів Малий Дзензик та архіпелаг Астапіха
Острів Малий Дзендзик та архіпелаг Остапиха — комплексна пам'ятка природи місцевого значення. Об'єкт розташований на території Бердянська Запорізької області, за 500 м на південний схід в Азовському морі.
Площа — 36 га, статус отриманий у 1984 році. Разом з островом Великий Дзендзик є заповідною зоною.
Пам'ятка природи належить до переліку природно-заповідних територій, особливо важливих для збереження ландшафтного та біологічного різноманіття Запорізької області.

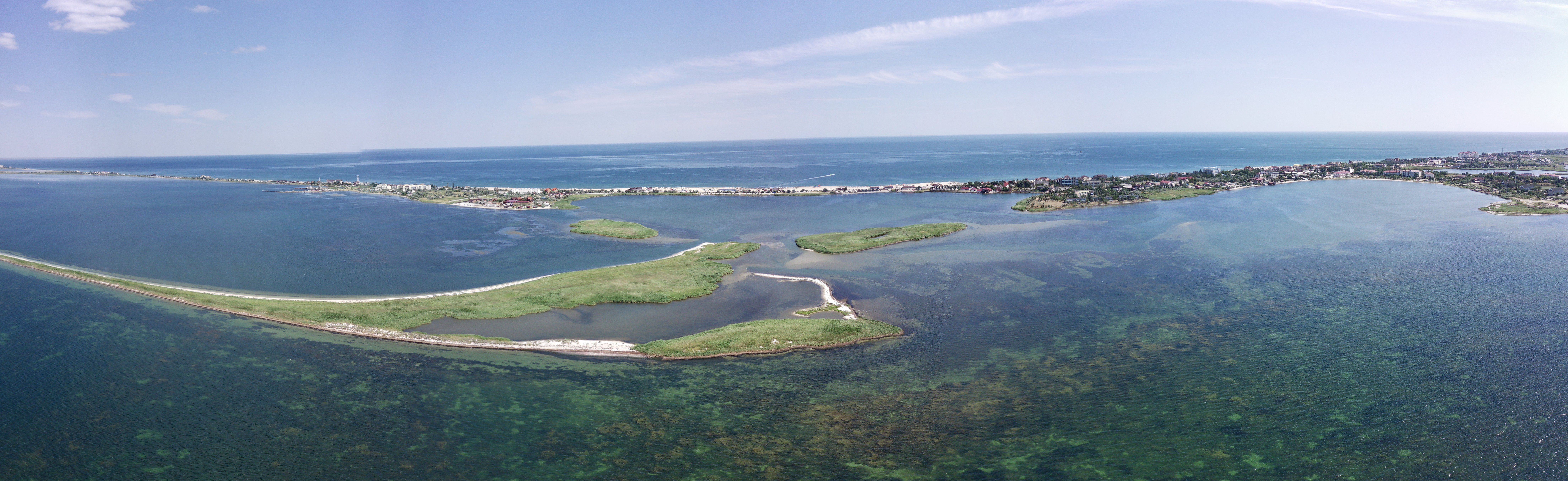
Вид на острів Малий Дзендзик